# Ángela Vallvey

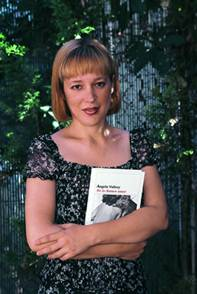
Ángela Vallvey

Ángela Vallvey Arévalo (* 1964 in San Lorenzo de Calatrava, Ciudad Real) ist eine spanische Autorin.
Sie studierte Neuere Geschichte an der Universität Granada. Sie veröffentlichte Kinder- und Jugendliteratur, Romane und Gedichtsammlungen. Sie arbeitete als Kommentatorin für Herrera en la onda, Madrid opina und Las mañanas de cuatro.
Andreas Dorschel rühmt an Ángela Vallveys Roman Los estados carenciales (2002) die "erzählerische Tugend", "die Menschen zu nehmen, wie sie sind, nicht wie sie sein sollen".

## Ehrungen/Preis
- Premio Jaén de Poesía (1999) El tamaño del universo
- Premio Nadal LVII (2002) Los estados carenciales.
- Endrundenteilnehmerin, Premio Planeta (2008). Muerte entre poetas

## Bibliographie
- Mientras los demás bailan (2014)
- La velocidad del mundo (2012)
- El hombre del corazón negro (2011)
- Muerte entre poetas (2008)
- Todas las muñecas son carnívoras (2006)
- La ciudad del diablo (2005)
- No lo llames amor (2003)
- Los estados carenciales (2002)
- Extraños en el paraíso (2001)
- Vías de extinción (2000),
- enlared.com (2000)
- A la caza del último hombre salvaje (1999)
- El tamaño del universo (1998)
- Donde todos somos John Wayne (1997)
- Vida sentimental de Bugs Bunny (1997)
- Capitales de tiniebla (1997)
- Kippel y la mirada electrónica (1995)